# Mautodontha maupiensis
Mautodontha maupiensis foi uma espécie de gastrópodes da família Charopidae.
Foi endémica da Polinésia Francesa.